# Pierre Louis Lejeune
Pour les articles homonymes, voir Lejeune.
Pierre Louis Lejeune est un homme politique français né le 10 janvier 1842 à Paris et mort le 6 novembre 1931 à Lisors.

## Biographie
Propriétaire terrien, maire de Buzançais, il est élu conseiller général du canton de Buzançais en 1871. Il est député de l'Indre de 1885 à 1889, siégeant à droite. Compromis dans une affaire correctionnelle à la fin de son mandat, il ne se représente pas.